# Friedrich von Klinckowström
Graf Friedrich Heinrich Wilhelm Alexander von Klinckowström (* 16. November 1775 in Bartenstein; † 9. November 1856 in Sehmen) war ein deutscher Gutsbesitzer und Politiker.

## Leben
Friedrich von Klinckowström wurde als siebter Sohn des Generalleutnants Karl Friedrich von Klinckowström und dessen Ehefrau Luise (1756–1789) eine Tochter des preußischen Etatsministers Friedrich Alexander Freiherr von Korff, geboren. Seine Geschwister waren:
- Karl Friedrich Ludwig (1780–1844), Herr auf Korcklack-Assaunen verheiratet mit Luise Ernestine (1776–1829), Tochter von Hans von Blumenthal
- Karl Ludwig (1785–1788)
- Juliane Christine (1788–1798)
- Cecilie Karoline Henriette (1793–1797) (aus der zweiten Ehe seines Vaters mit Henriette Theresie Amalie Frederike von Hausen (1775–1848), der einzigen Tochter des Generals Friedrich Wilhelm Heinrich von Hausen).

Er trat 1790 in das 1. Leib-Husaren-Regiment Nr. 1 ein und kämpfte unter Generalmajor Friedrich Eberhard Siegmund Günther von Goeckingk während des Kościuszko-Aufstand am 10. Juli 1794 in Raigrod. Im Folgenden war er an den Unterhandlungen mit dem russischen General Levin August von Bennigsen beteiligt. Nach Beendigung des Feldzuges besuchte er die École Militaire in Königsberg; 1799 nahm er seinen Abschied.
Er übernahm die von König Friedrich Wilhelm II. seinem Vater verliehene Herrschaft Dumbeln in Neuostpreußen. Als dieser Landesteil 1807 an das Herzogtum Warschau kam, ging die Hälfte dieser Güter verloren. Nach dem Wiener Kongress 1815 kam das Gebiet unter die Regierung von Kongresspolen, so dass er 1816 auch die restlichen Güter verkaufte, um wieder nach Preußen zurückkehren zu können. Dort erwarb er die Sehmer Güter mit Hohefeld, Hohenberg und Bammeln im Kreis Friedland.
Er war Angehöriger der Provinziallandtage und Synoden sowie des Kreistages. 1848 trat er in einen Preußenverein ein.
Friedrich von Klinckowström war in erster Ehe verheiratet mit Gräfin Henriette Friederike (1777–1823), eine Tochter von Ernst Christoph von Eulenburg (1755–1796). Gemeinsam hatten sie vier Kinder:
- Louise (1800–1858) ⚭ Graf Gustav Dietrich von Schlieben (1800–1874), Mitglied des Preußischen Herrenhauses;
- Friederike (* 1801);
- Pauline (1802–1851);
- Hedwig (1816–1859), verheiratet mit Freiherr Gustav von Wrangel.

Am 12. November 1834 heiratete er in zweiter Ehe Karoline (* 1792), geb. von Knobloch.

## Auszeichnungen
Der König Friedrich Wilhelm III. verlieh ihm 1834 den St. Johanniter-Orden, wodurch er zum Ehrenritter dieses Ordens wurde.